# Леопольд Фрідріх (герцог Вюртемберг-Монбельяр)
Леопольд Фрідріх (нім. Leopold Friedrich; 30 травня 1624 — 15 червня 1662) — 2-й герцог Вюртемберг-Монбельяр в 1631—1662 роках.

## Життєпис
Походив з Вюртемберзького дому, гілки Молодших Монбельярів. Син Людвіга Фрідріха, герцога Вюртемберг-Монбельяр, та його першої дружини Єлизавети Магдалени Гессен-Дармштадтської. Народився 1624 року в Монбельярі, невдовзі після чого померла його мати.
1631 року після смерті батька успадкував Вюртемберг-Монбельяр. З огляду на його малий вік було призначено регентську раду. Намагався не допустити плюндрування своїх володінь під час Тридцятирічної війни, тому зберігав нейтралітет. 
1632 року вдалося недопустити вторгнення шведських військ до Монбеляру, але інші володіння Леопольда Фрідріха було пограбовано. Найбільшу небезпеку становили імперські війська, що рухалися до Бургундії. 1633 року імператорські війська на чолі із Ернстом Монтекукколі сплюндрували область Монбеляру. Слідом за цим вдерся Карл IV, герцог Лотарингії. У відповідь Монбеляр на прохання по допомогу зайняла 8-тисячна французька армія. 1635 року в розорених володіннях почався голод, до якого додалася епідемія чуми. Під тиском імператорського війська 1637 року вимушений був тікати до Швейцарії. Повернувся того ж року за підтримки французьких військ.
1647 року пошлюбив стриєчну сестру Сибілу. Після укладання Вестфальського миру 1648 року спрямував зусилля на відновлення господарства в підвладних володіннях, оскільки непограбованими залишилося лише декілька добре укріплених міст. Разом з тим лише 1651 року зумів прийняти присягу вірності в усіх своїх володіннях. Помер 1662 року в Монбельярі під час богослужіння. Йому спадкував зведений брат Георг II.

## Родина
Дружина — Сибіла, донька Йоганна Фрідріха, герцога Вюртембергу
Діти: не було